# Mustafa Kartal
Mustafa Kartal (ur. 20 listopada 1985) – turecki zapaśnik walczący w stylu wolnym. Srebrny medalista igrzysk śródziemnomorskich w 2009. Ósmy w Pucharze Świata w 2015 i dwunasty w 2012 roku.